# Мамия II Гуриели
Мамия II Гуриели (груз. მამია II გურიელი; ум. 1625) — владетельный князь (мтавар) Гурии с 1600 по 1625 год, погибший от руки собственного сына Симона. В его правление его небольшое княжество пыталось дать отпор посягательствам на свои территории со стороны Османской империи. Но в итоге Мамия II был вынужден заключить с ней мир в 1614 году, признав потерю части своих территорий и возложив на Гурию обязанность платить дань.

## Биография
Мамия II был старшим сыном Георгия II Гуриели, которого в 1589 году он сопровождал в походе на Имеретинское царство. Он был оставлен там для защиты возведённого Георгием на имеретинский престол Баграта IV, но не смог предотвратить его низложение в следующем году. Мамия II унаследовал титул князя Гурии после смерти своего отца в 1600 году.
В 1609 году Мамия II Гуриели воспользовался продолжавшейся тогда турецко-персидской войной и отвоевал Аджарию у турок. Османы ответили на это морской блокадой черноморского побережья, лишив Гурию и её новообретённого союзника, мегрельского князя Манучара II Дадиани, ввоза на их территории соли, железа и других товаров. Затянувшаяся напряжённость была засвидетельствована иезуитским миссионером Луиджи Гранжерио, сопровождавшим османского полномочного представителя Омара-пашу в Грузию в 1614 году. В конце концов Гуриели пришлось пойти на мирные условия. 13 декабря 1614 года Мамия II встретился с османским посланником в Батуми и согласился вернуть Аджарию и выплачивать ежегодную дань Османской империи. В начале 1615 года Манучар II Дадиани последовал примеру Гуриели. Оба правителя сохранили за собой право отказывать вооружённым туркам в пропуске на свои территории.
Западные грузинские правители (Гуриели, Дадиани и имеретинский царь) на время забыли о своих разногласиях и объединились против османов и Сефевидов, также поддержав кахетинского царя Теймураза I, восточногрузинского монарха, изгнанного Сефевидами. Это единство продлилось недолго. В 1620 году имеретинский царевич Александр отрёкся от своей жены Тамары, дочери Мамии II Гуриели и, по свидетельству театинского миссионера Джузеппе Марии Дзампи, женщины «редкой красоты», которую обвинили в прелюбодеянии и отослали вместе с маленьким сыном Багратом обратно в Гурию. Леван II Дадиани, амбициозный правитель Мегрелии, и абхазская знать поддержали оскорблённого отца изгнанной Тамары.
Когда западная Грузия вновь погрузилась в анархию и междоусобную войну, Мамия II был убит своим сыном Симоном, когда спал. Согласно историку XVIII века князю Вахушти Багратиони, это произошло в 1625 году, что подтверждается также одним современным тому событию документом. Эта датировка является общепринятой в современной исторической науке. Но ей противоречит записка, приложенная к литургической антологии XVII века (гулани) из монастыря Шемокмеди, которая определяет 1627 год как дату убийства Мамии II.

## Семья
Мамия II Гуриели был женат на Тинатин (ум. 1628), дочери атабека Самцхе (Кваркваре II Джакели или Манучара II Джакели). Детьми Мамии II были:
- Анна (ум. 1610), первая жена кахетинского царя Теймураза I[4];
- Симон (1606—1672), отцеубийца, князь Гурии (1625—1626)[4];
- Манучар (ум. 1612),[4] после смерти которого Мамия II заказал возведение часовни в Чехедене, в районе Кобулети, в качестве подворья (метоха) Иерусалимского патриаршего престола[2];
- Тамара, с 1618 по 1620 год бывшая замужем за имеретинским наследным царевичем Александром[4];
- Тинатин (ум. 1627), жена Кайхосро, князя Мухранского[4];
- Елена, жена Вамеха III Дадиани (согласно историку Кириллу Туманову она была дочерью Симона I Гуриели)[4].